# Сюй Шию
Сюй Шию (кит. упр. 许世友, пиньинь Xǔ Shìyǒu; 28 февраля 1905, Хубэй — 22 октября 1985, Нанкин) — китайский военачальник и политик, генерал НОАК, влиятельный деятель КПК. Участник боёв времён Эры милитаристов, японо-китайской, китайской гражданской, корейской и китайско-вьетнамской войн. В КНР командовал Шаньдунским, Нанкинском и Гуанчжоуским военными округами, был заместителем министра обороны. Входил в состав Политбюро ЦК КПК. Участвовал во внутрипартийной политической борьбе на стороне сначала Банды четырёх, затем — Дэн Сяопина.

## Происхождение. Участие в «войнах милитаристов»
Родился в деревне Сюйцзяхэцуй провинции Хубэй (с 1933 года эта территория вошла в состав уезда Синьсянь провинции Хэнань), в бедной крестьянской семье. В 8-летнем возрасте принял постриг и стал буддийским монахом в монастыре Шаолинь. Принял буддийское имя Юнсян (永祥). Под руководством настоятеля Сюйчжэня изучал шаолиньские боевые искусства.
В 1920 году Сюй Шию вернулся в мир и включился в военно-политическую борьбу Эры милитаристов. Вступил в войска бэйянского милитариста У Пэйфу. После того, как в 1926 году войска У Пэйфу были разгромлены гоминьдановской армией, выступившей в Северный поход, Сюй Шию примкнул к Гоминьдану и получил лейтенантское звание. Затем возвратился в родную деревню.

## Переход в компартию. Первая гражданская и японо-китайская войны
В ноябре 1927 года Сюй Шию вновь сменил политическую ориентацию. Он принял участие в Хэнъань-Мачэнском восстании и вступил в Коммунистическую партию Китая. На следующий год вступил в Красную армию. Служил под началом Сюй Сянцяня, занимал командные должности от взвода до дивизии. В 29-летнем возрасте стал командиром 9-го корпуса. В 1931—1933 отличился в боях с гоминьдановскими правительственными войсками в провинциях Хубэй и Сычуань. В 1937 году Сюй Шию прибыл в Яньань, учился в Яньаньском университете Красной армии. Был тесно связан и сотрудничал с Дэн Сяопином.
В 1937 году Сюй Шию выступил на стороне Чжан Готао в его противостоянии с Мао Цзэдуном. В марте 1937 (после нескольких месяцев военных поражений) Сюй Шию был подвергнут жёсткой критике на заседании Политбюро ЦК. Обвинения в «контрреволюционности» и «троцкизме» были предъявлены шестерым военачальникам Красной армии, в том числе Сюй Шию и Хун Сюэчжи. Первоначально трибунал вынес им смертные приговоры. Однако Мао Цзэдун распорядился заменить смертную казнь непродолжительным лишением свободы и поражением в политических правах. Такая снисходительность мотивировалась военными талантами обвиняемых.
После начала войны с Японией Сюй Шию стал заместителем начальника общего отдела Антияпонского военно-политического университета. Осенью 1938 года в качестве заместителя командира 386-й бригады 129-й дивизии 8-й армии с войсками отправился в горы Тайханшань, участвовал в боях с японцами. С весны 1939 года учился в партийной школе при Северокитайском бюро КПК. В 1940—1945 годах воевал в провинции Шаньдун.

## Военно-политический деятель КНР

### В Гражданской и Корейской войнах. Командование округами и «островными операциями»
В 1946 году В Китае возобновилась гражданская война между коммунистами и националистами. Сюй Шию возглавил 9-ю колонну Восточно-Китайской полевой армии КПК. Под его командованием был установлен военный контроль КПК над провинцией Шаньдун. После образования КНР Сюй Шию стал сначала заместителем командующего, затем командующим Шаньдунским военным округом.
В 1953 году Сюй Шию принял командование 3-м корпусом китайских народных добровольцев в Корейской войне. Его войска участвовали в тяжёлых позиционных боях завершающего этапа войны. В 1954 году, вернувшись в Китай, был назначен заместителем начальника Генерального штаба НОАК.
Сюй Шию участвовал в сражении за острова Ицзяншань —  боестолкновении КНР с чанкайшистским Тайванем января 1955 года. Столкновение окончилось победой НОАК и захватом островов. В том же году Сюй Шию получил звание генерала.
С марта 1955 года Сюй Шию командовал Нанкинским военным округом. Оставался в этой должности на протяжении 18 лет. В 1959—1970 занимал пост заместителя министра обороны КНР (министром являлся Линь Бяо). С 1973 по 1980 Сюй Шию командовал войсками Гуанчжоуского военного округа. В 1974 году Сюй Шию командовал операцией по захвату китайскими войсками Парасельских островов.

### Политические позиции во внутрипартийной борьбе
Сюй Шию активно участвовал в политической борьбе времён Культурной революции. На первом её этапе он поддерживал радикальную группировку, впоследствии получившую название Банда четырёх, был тесно связан с Чжан Чуньцяо и Кан Шэном. В 1968 году Сюй Шию возглавил маоистский ревком провинции Цзянсу, в 1970 — провинциальную парторганизацию КПК, оставался на этом посту до 1973 года. В 1969 году кооптирован в Политбюро ЦК КПК, оставался в его составе до 1982.
Политические позиции Сюй Шию усилились после провала заговора Линь Бяо в 1971 году. Он принимал участие в арестах сторонников Линь Бяо. Активно выступал в поддержку Цзян Цин и её радикально-маоистской группировки, критиковал Чжоу Эньлая за «проамериканизм» и «ревизионизм».
Однако с 1974 года Сюй Шию политически переориентировался на Дэн Сяопина. Он поддержал Дэна весной 1976 года, во время Тяньаньмэньского инцидента, и в период опалы предоставил ему убежище в Гуанчжоу. Это помогло Сюй Шию укрепить свой военно-политический статус после смерти Мао Цзэдуна, когда к Дэн Сяопину фактически перешла высшая власть.
В 1979 году Сюй Шию командовал восточным флангом китайских войск в войне с Вьетнамом.
В 1982 году Сюй Шию был назначен заместителем председателя Центральной комиссии советников КПК (председателем являлся Дэн Сяопин).
Скончался Сюй Шию в возрасте 80 лет.

## Личность и семья
В чертах характера Сюй Шию особое место занимала почтительность к матери. Это было учтено после его смерти — Дэн Сяопин лично дал разрешение на захоронение Сюй Шию рядом с матерью, несмотря на общий порядок кремации военачальников НОАК.
Сюй Шию был женат три раза и имел семерых детей. Трое его сыновей служили в вооружённых силах КНР.